# Антоммарки, Франсуа Карло
Франсуа́ Ка́рло Антомма́рки (фр. François Carlo Antommarchi; 1780—1838) — корсиканский врач XIX века; личный врач Наполеона Бонапарта в последние годы его жизни.

## Биография
Родился 5 июля 1780 года в Морсилье (ныне — в департаменте Верхняя Корсика). Обучался в Пизанском университете; по окончании с 1812 года работал прозектором в больнице Санта-Марии во Флоренции.

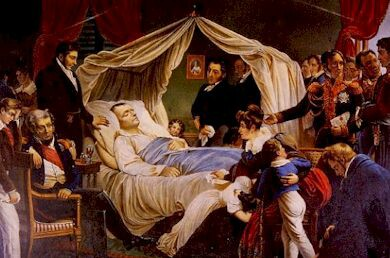
Смерть Наполеона. У кровати усопшего — доктор Франсуа Антоммарки

С 1815 года Наполеон Бонапарт находился в ссылке на острове Святой Елены, при этом вопросами его здоровья бывшего императора занимался его личный врач О’Мира. В 1818 году губернатору острова Хадсону Лоу, чрезвычайно опасавшемуся всех, кто был верен Наполеону, удалось добиться остранения О’Миры, и тот покинул остров. Антоммарки занял место О’Миры по просьбе кардинала Феша и матери Бонапарта. Он оставался личным врачом Наполеона вплоть до его смерти в 1821 году.
После смерти Наполеона Антоммарки заявил, что тот скончался не от рака желудка, а от свирепствовавшей на острове лихорадки, и уклонился от подписания акта вскрытия. Тем не менее именно он во время вскрытия снял с покойного маску и, по слухам, отрезал его пенис.
Вскоре после смерти Наполеона Антоммарки отплыл в Англию, а оттуда вернулся в Италию, затем отправился во Францию и поселился в Париже, где в 1823 году издал в двух частях записки под названием «Последние минуты Наполеона» («Les derniers moments de Napoléon»). Во время Польского восстания 1830 года Антоммарки в качестве врача отправился в Варшаву. Оттуда он вернулся в Париж, в конце 1831 года переселился в Италию, а в 1836 году переехал в Новый Свет (где жил в Новом Орлеане), затем — на Карибы.
Франсуа Карло Антоммарки скоропостижно скончался 3 апреля 1838 года в городе Сантьяго-де-Куба.

## Образ в кино
- «Удивительная судьба Дезире Клари[фр.]» (Франция, 1942) — актёр Рено Мэри (Франция, 1942)
- «Наполеон: путь к вершине» (Франция, Италия, 1955) — актёр Жерар Ренату